# フライウィール
『フライウィール』（Fly Wheels）は、主にアメリカのカルチャーとホット・ロッド、カスタム、チョッパーを扱う、日本の自動車・バイク雑誌。2009年に『ハードコアチョッパーマガジン』の増刊号として創刊。